# Roberto Vencato
Roberto Vencato (* 21. Juli 1952 in Brescia; † 14. Oktober 2022 in Triest) war ein italienischer Regattasegler.

## Werdegang
Roberto Vencato gewann gemeinsam mit Roberto Sponza bei den Mittelmeerspielen 1975 die Goldmedaille mit dem 470er. Bei den Olympischen Spielen 1976 in Montreal belegte das Duo in der 470er-Regatta den 14. Platz.
Von 1988 bis 1992 war er als Trainer beim italienischen Verband im Junioren- und Seniorenbereich tätig.